# Лашин, Александр Валерьевич
Александр Валерьевич Лашин (укр. Олександр Валерійович Лашин; род. 2 марта 1982, Жданов) — украинский спортсмен, тяжелоатлет и стронгмен.
В детстве недолгое время занимался футболом, затем боксом, затем тяжёлой атлетикой; в 14 лет выиграл первенство города. Окончил Донецкое высшее училище олимпийского резерва, затем Донецкий государственный институт здоровья, физического воспитания и спорта, а также Бердянский университет менеджмента и бизнеса,2023 році закінчив Донецький державний університет внутрішніх справ.
Дебютировал в соревнованиях стронгменов в 2008 году, завоевав титул Самого сильного человека Украины. В том же году занял второе место на чемпионате мира по логлифтингу, подняв 195 кг и уступив только Жидрунасу Савицкасу (200 кг) и Михаилу Кокляеву (195 кг при меньшем собственном весе). С 2009 года капитан сборной силачей Украины. Выигрывал турнир силачей Украины в 2008, 2010, 2011, 2012, 2013 и 2015 гг., в 2011—2013 гг. несколько раз занимал призовые места на этапах кубка мира Всемирной федерации стронгмена.
В 2021 году в составе группы из восьми стронгменов принял участие в шоу в честь 30-летия независимости Украины, сдвинув самый большой в мире самолёт Ан-225 «Мрия» на 4,30 метров за 1 минуту 13 секунд. В том же году вместе с Алексеем Новиковым протянул поезд метро весом 238 тонн на 19,55 метров за 1 минуту 53 секунды.
В 2017 году удостоен звания почётного гражданина Мариуполя. В том же году сообщалось о том, что Лашин должен возглавить в Мариуполе отделение Радикальной партии. В 2020 году был избран депутатом Мариупольского городского совета.